# Antun Kadčić
Antun Kadčić (Antonio, Antonius; Cacich, Kacich, Kadcich, Kadcichius) (Makarska, 1686. – Split, 7. listopada 1745.), hrvatski svećenik, trogirski biskup (1722. – 1730.) i splitski nadbiskup i metropolit (1730. – 1745.), podrijetlom iz hrvatske plemićke obitelji Kačić.

## Životopis
Prvo školovanje stekao je u rodnoj Makarskoj, gdje je učio latinski i humanističke predmete te je stupio u franjevački red. Studirao je u Italiji (u Fermu i Rimu), gdje je učio filozofiju, teologiju, crkveno pravo i grčki jezik. Godine 1710. zaređen je za svećenika, a 1711. obranio je doktorat iz filozofije i teologije na tezama iz klasične filozofije i dogmatike.
Po završetku studija, vratio se u Hrvatsku te je postao makarski kanonik, učitelj, propovjednik i dušobrižnik. Godine 1715. ušao je u službu zadarskog nadbiskupa Vinka Zmajevića i zadobio čast arhiđakona u Zadru. Predavao je filozofiju i moralnu teologiju svećnicima-pripravnicima u Zadru, da bi ga 1722. godine, papa Inocent XIII. (1721. – 1724.), imenovao trogirskim biskupom.  Pohodio je svoju biskupiju 1723, 1726. i 1730., a 1724. godine održao je biskupsku sinodu kako bi potaknuo povratak crkvene stege među klerom.
Krajem 1730. godine, papa Klement XII. (1730. – 1740.) imenovao ga je splitskim nadbiskupom. Premda je bio u dobrim odnosima s pravoslavnim vjernicima koji su dolazili, bježeći pred Turcima, na područje Splitske nadbiskupije, episkopima je odricao jurisdikciju nad njima u sjevernoj Dalmaciji.
Posvetio je naročitu skrb glagoljašima, koje je obrazovao, a još je kao trogirski biskup sastavio priručnik iz moralne teologije Bogoslovlje diloredno (1729.), prvo djelo te vrste na hrvatskom jeziku.